# Divina Enema
A Divina Enema egy fehérorosz extrém metal együttes. 1998-ban alakultak az ország fővárosában, Minszkben. Zenéjük a szimfonikus, progresszív és avantgárd metal keveréke. Felfedezhető továbbá a death, a black és a gótikus metal elemei is. A zenekar 2006-ban feloszlott. Az Encyclopaedia Metallum szerint a Divina Enema kiadott volna egy harmadik stúdióalbumot is. A dalok el is készültek, a lemez viszont nem jelent meg, mert az együttes feloszlott.

## Tagok
Utolsó felállás
- Yaroslav A. Burakoff - ének
- Alexander Savenok - gitár
- Artiom Athrashevski - gitár
- Tikhon S. Zolotov - basszusgitár
- Alexei S. Zolotov - dob

Korábbi tagok
- Boyan Yovchev - gitár (1999-2000, 2000-ben elhunyt)
- Alexander Kaleinick - gitár (2000-2002)
- Timofey V. Kasperovich - billentyűk (1999-2000)

## Diszkográfia
- To Wight Shall Never Shine (demó, 1999)
- At the Conclave (album, 2000)
- Impyre Concord (EP, 2001)
- Under Phoenix Phenomenon (album, 2003)